# Vilerna rugulosa
Vilerna rugulosa är en insektsart som beskrevs av Carl Stål 1878. Vilerna rugulosa ingår i släktet Vilerna och familjen gräshoppor. Inga underarter finns listade i Catalogue of Life.